# Bothynotus pilosus
Bothynotus pilosus is een wants uit de familie van de blindwantsen (Miridae). De soort werd het eerst wetenschappelijk beschreven door Carl Henrik Boheman in 1852.

## Uiterlijk
Het vrouwtje van deze ovale blindwants is brachypteer (kortvleugelig) en kan 3,5 tot 4 mm lang worden. Het mannetje (en soms het vrouwtje) is macropteer (langvleugelig), minder ovaal en is meestal wat groter (5 tot 5,5 mm). De pootjes zijn rood tot bruingeel van kleur en het lichaam donkerbruin tot zwart. Het lijfje is verder bedekt met lange grijze haartjes. De antennes zijn zwart gekleurd en de eerste twee segmenten zijn duidelijk veel dikker dan de andere twee. De donkere kop is opvallend klein en heeft duidelijk uitstekende ogen. Het mannetje lijkt sterk op wantsen uit het genus Alloeotomus.

## Leefwijze
De soort kent een enkele generatie per jaar, in gunstige gevallen kan er een tweede generatie zijn. De wants overwintert als eitje en de volgroeide wantsen kunnen van mei tot in oktober waargenomen worden. De nimfen leven diep in veenmos in moerassen en heidegebieden.

## Leefgebied
In Nederland is de soort sinds 1966 niet meer gevonden. De soort is zeer zeldzaam en komt voor in Europa, Noord-Afrika tot in Azië en Noord-Amerika